# Вергаувен, Раймонда
Раймонда Элиза Флорентина Вергаувен (нидерл. Raymonda Elisa Florentina Vergauwen; 15 марта 1928, Сас-ван-Гент, Зеландия — 5 апреля 2018, Сас-ван-Гент, Зеландия) — бельгийская пловчиха голландского происхождения, специалистка по плаванию брассом. Выступала за сборную Бельгии по плаванию в 1950-х годах, чемпионка Европы, победительница бельгийских национальных первенств, рекордсменка страны, участница летних Олимпийских игр в Хельсинки.

## Биография
Раймонда Вергаувен родилась 15 марта 1928 года в городе Сас-ван-Гент провинции Зеландия, Нидерланды. Заниматься плаванием начала в возрасте семи лет, ежедневно тренировалась на канале Гент — Тернёзен, а позже вступила в местный плавательный клуб.
Поскольку её отец был бельгийцем, Раймонда имела также бельгийское гражданство и на соревнованиях представляла Бельгию, где у неё было больше возможностей для тренировок. Обладая хорошими данными, она быстро прогрессировала и уже в 1949 году установила рекорд Бельгии в плавании брассом, который впоследствии неоднократно обновляла.
Наибольшего успеха в своей спортивной карьере добилась в сезоне 1950 года, когда вошла в основной состав бельгийской национальной сборной и побывала на чемпионате Европы по водным видам спорта в Вене, откуда привезла награду золотого достоинства, выигранную в плавании брассом на 200 метров.
Благодаря череде удачных выступлений удостоилась права защищать честь страны на летних Олимпийских играх 1952 года в Хельсинки — здесь тоже стартовала в программе плавания на 200 метров брассом, однако попасть в число призёров не смогла, остановившись  с результатом 3:02,6 на стадии полуфиналов.
После хельсинкской Олимпиады Вергаувен ещё достаточно долго оставалась действующей спортсменкой и продолжала принимать участие в различных соревнованиях. Так, в 1955 году она вновь стала чемпионкой Бельгии в плавании брассом, выигрывала серебряные и бронзовые медали в разных дисциплинах национальных первенств.
В 1962 году завершила карьеру профессиональной спортсменки и стала членом Королевской федерации плавания Бельгии. Принимала участие во многих соревнованиях по плаванию в качестве судьи, в частности была делегатом судейского корпуса на Олимпиаде 1984 года в Лос-Анджелесе. Помимо занятий спортом, являлась сотрудницей стекольного завода в Сас-ван-Генте.
Умерла 5 апреля 2018 года в Сас-ван-Генте в возрасте 90 лет.